# Malvasläktet
Malvasläktet (Malva) är ett växtsläkte i familjen malvaväxter med 30–100 arter. De förekommer naturligt i Europa, Afrika och Asien. Flera arter är naturaliserade på andra håll i världen.

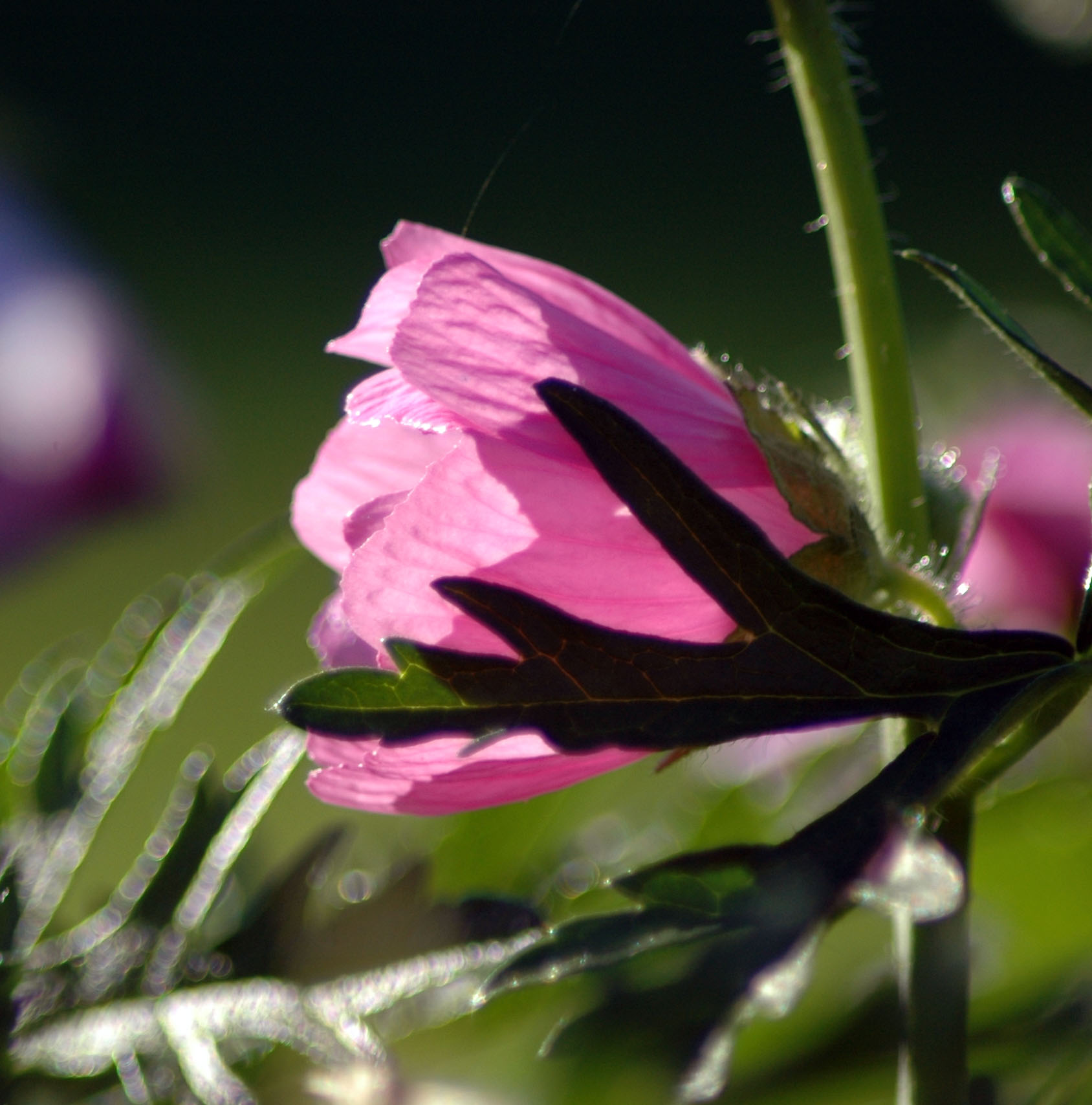
En rosa malva

Malvasläktet innehåller ett- till fleråriga örter eller halvbuskar, som kan vara kala eller håriga, upprätta eller krypande. Bladen har skaft och stipler, de kan ha flikar eller inte. Blommorna vita, rosa eller rödlila, de kommer i bladvecken, ensamma eller flera tillsammans, mer sällsynt i en toppställd klase. Ytterfoder med tre segment. Fodret är femflikigt. Kronan har urnupna kronblad. Märken linjära.  Frukten är en klyvfrukt bestående av många delfrukter samlade runt en central pelare. Delfrukterna är klyftformade, håriga eller kala. Fröna är kala.
Släktnamnet Malva (gr.) betyder "göra mjuk", vilket kan syfta på dess mjukgörande effekt som läkeväxt eller dess mjuka behåring. 
Flera arter ur sommarmalvesläktet (Lavatera) har på senare tid förts till malvasläktet.  Efter studier av bland annat deras RNA har det visat sig att de hör hemma i släktet Malva.
Det gäller bland andra kanariemalva (M. canariensis), strandmalva (M. wigandii) och jättemalva (M. dendromorpha).

## Dottertaxa
I Catalogue of Life listas följande som dottertaxa till Malvor, i alfabetisk ordning

- Malva aegyptia
- Malva aethiopica
- Malva agrigentina
- Malva alcea
- Malva assurgentiflora
- Malva australiana
- Malva bucharica
- Malva canariensis
- Malva cathayensis
- Malva columbretensis
- Malva cretica
- Malva davaei
- Malva dendromorpha
- Malva eriocalyx
- Malva excisa
- Malva flava
- Malva hirsuta
- Malva hispanica
- Malva kashmiriana
- Malva leonardi
- Malva lindsayi
- Malva linnaei
- Malva longiflora
- Malva ludwigii
- Malva lusitanica
- Malva maroccana
- Malva microphylla
- Malva moschata
- Malva neglecta
- Malva nicaeensis
- Malva oblongifolia
- Malva occidentalis
- Malva olbia
- Malva oxyloba
- Malva pacifica
- Malva pamiroalaica
- Malva parviflora
- Malva phoenicea
- Malva plazzae
- Malva punctata
- Malva pusilla
- Malva qaiseri
- Malva stenopetala
- Malva subacaulis
- Malva sylvestris
- Malva thuringiaca
- Malva tournefortiana
- Malva transcaucasica
- Malva trimestris
- Malva unguiculata
- Malva valdesii
- Malva waziristanensis
- Malva weinmanniana
- Malva veneta
- Malva verticillata
- Malva vidalii
- Malva wigandii

## Bildgalleri

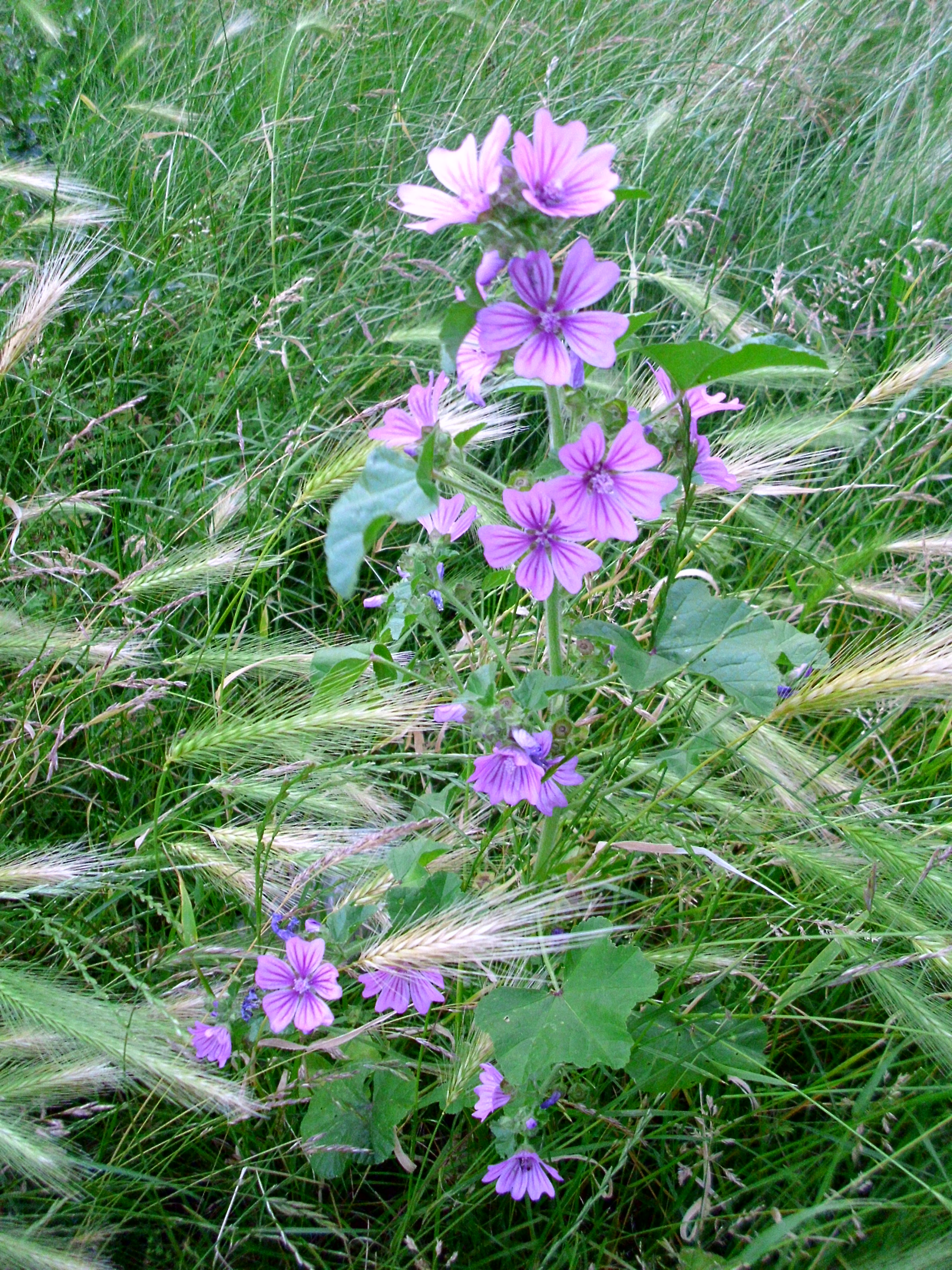